# Верхня Хіла
Верхня Хіла́ (рос. Верхняя Хила) — село у складі Шилкинського району Забайкальського краю, Росія. Адміністративний центр Верхньохілинського сільського поселення.

## Населення
Населення — 796 осіб (2010; 884 у 2002).
Національний склад (станом на 2002 рік):
- росіяни — 100 %